# Žuti kruh
Žuti kruh    odnosno lat. Laetiporus sulphureus vrsta je gljive koja raste na drveću u Europi i Sjevernoj Americi. Vrlo mlada gljiva smatra se jestivom, no kod osjetljivih osoba može izazvati probavne poremećaje. Po nekim novijim izvorima gljiva je i ljekovita.

## Opis
Plodna tijela su jednogodišnja, obično smještena ne baš visoko iznad zemlje na stablima ili panjevima. U prvoj fazi razvoja, izgleda poput žućkaste mesnate mase, intenzivne žute do narančaste boje. Postupno se plodno tijelo stvrdnjava, dobivajući oblik "uha" karakterističnog za poliporuse, koji se sastoji od nekoliko stopljenih pseudo-šešira u obliku lepeze, koji često stoje na jednoj zajedničkoj podlozi. Veličina klobuka je od 10 do 40 cm. Maksimalna debljina na deblu stabla iznosi oko 7 cm. Masa gljive može doseći 10 kg ili više(45 kg rekordni primjerak nađen u Velikoj Britaniji). Rubovi plodnih tijela su valoviti i podijeljeni u režnjeve s dubokim pukotinama.
Cjevaste himenofore s malim zaobljenim ili nazubljenim porama (3-5 po mm kvadratnom). Mlade gljive obilno stvaraju žućkaste vodenaste kapljice. Cjevčice su žute, kratke, 2–4 mm duge.
Prah spora je blijedo kremaste boje.

## Ljekovitost
Gljiva se smatra i ljekovitom - in vitro koči razvoj stanica nekih oblika raka. Posjeduje i antimikrobna te antivirusna svojstva.